# Otolemur crassicaudatus
Otolemur crassicaudatus је врста примата (Primates) из породице галагија (Galagidae). 

## Распрострањење
Врста има станиште у Бурундију, ДР Конгу, Замбији, Зимбабвеу, Јужноафричкој Републици, Кенији, Малавију, Мозамбику, Руанди, Свазиленду и Танзанији.

## Станиште
Врста Otolemur crassicaudatus има станиште на копну.

## Угроженост
Ова врста није угрожена, и наведена је као последња брига јер има широко распрострањење.

### Популациони тренд
Популација ове врсте је стабилна, судећи по доступним подацима.